# Ouïe (musique)
Pour les articles homonymes, voir Ouïe.
L'ouïe est le trou taillé dans la table d'harmonie des instruments à cordes, qui permet à l'air contenu dans la caisse de résonance d'être en relation avec l'air extérieur et qui modifie d'autre part les propriétés de la table d'harmonie.
Elle joue un rôle dans l'émission du son, mais dont les facteurs sont mal connus.
Les deux formes les plus courantes sont :
- la forme en f, deux ouvertures disposées symétriquement de part et d'autre de l'axe central formé par les cordes, comme sur le violon, l'alto ou le violoncelle. Il s'agit d'une variante de la forme en croissant de lune ou de D présente sur les instruments anciens ou archaïsants (vielle à roue).

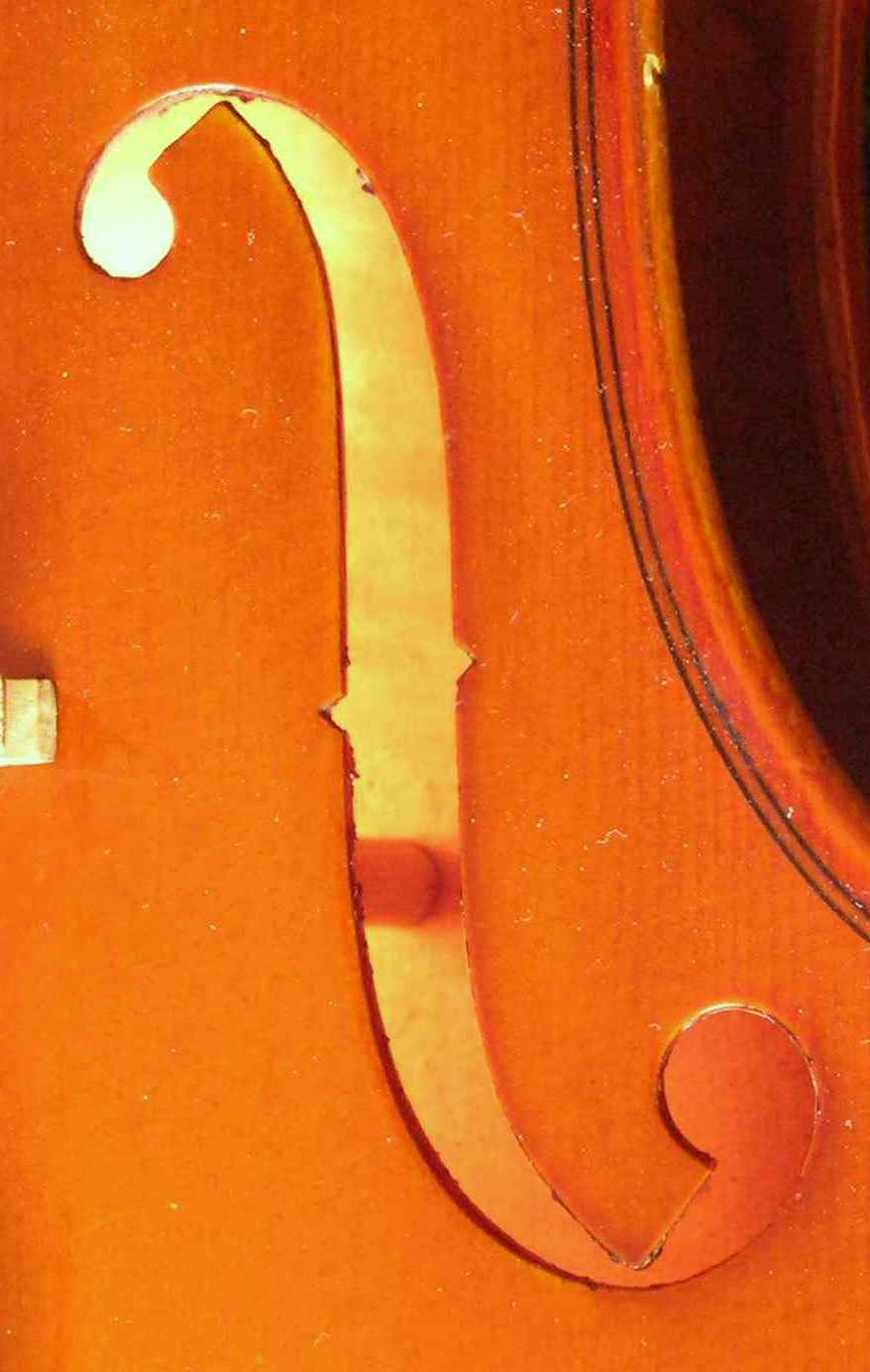
L'ouïe gauche d'un violon.
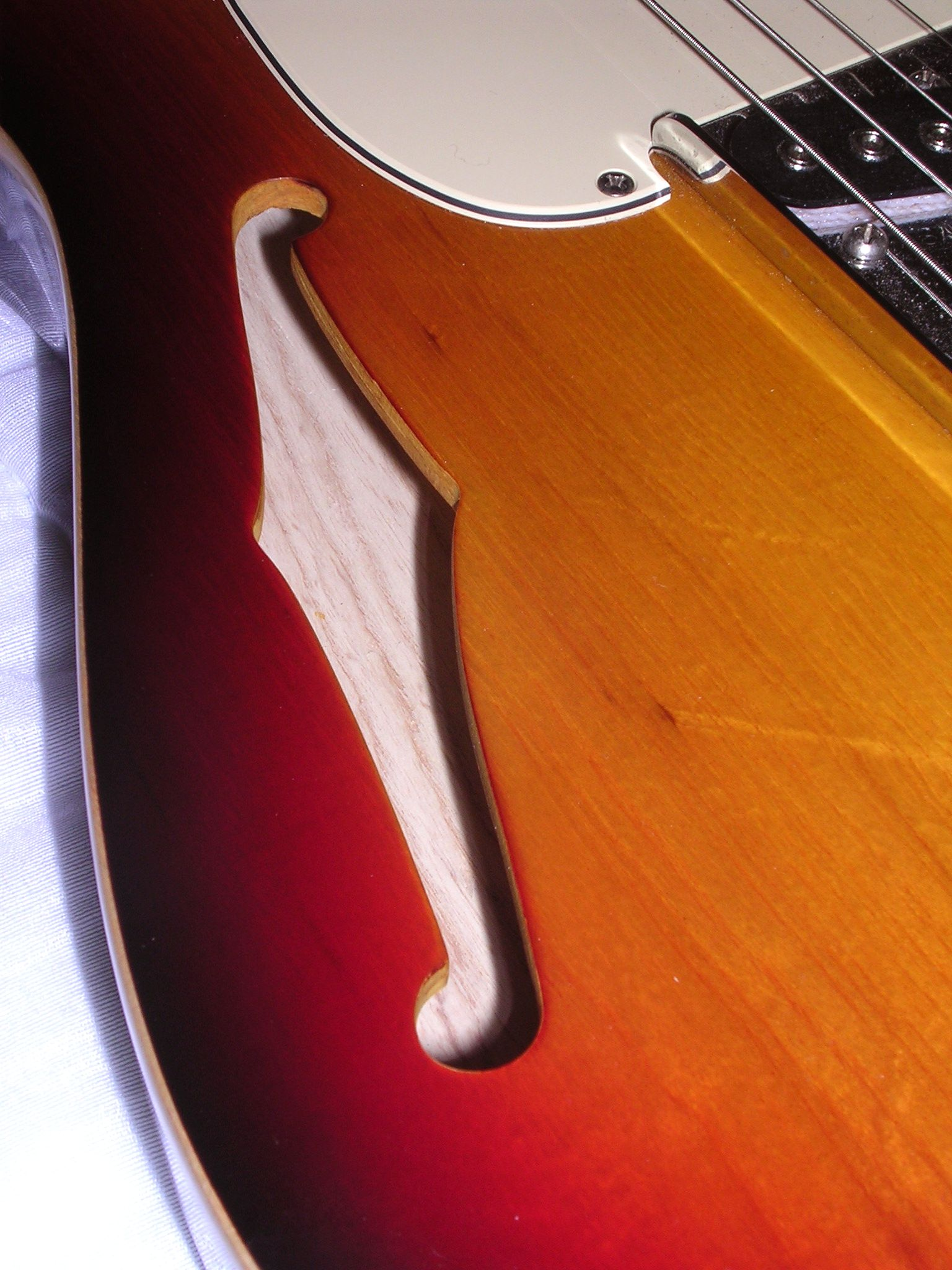
L'ouïe d'une guitare électrique, proche de celle du violon.
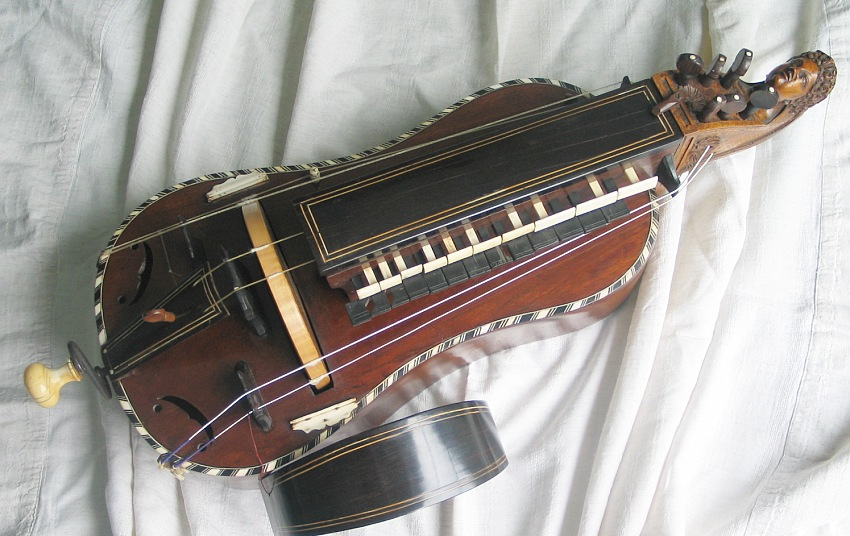
Ouïes lunaires d'une vielle à roue.

- la forme ronde ou plus ou moins ovale, comme le trou central bordé par la rosace sur une guitare classique, également appelé la "bouche".

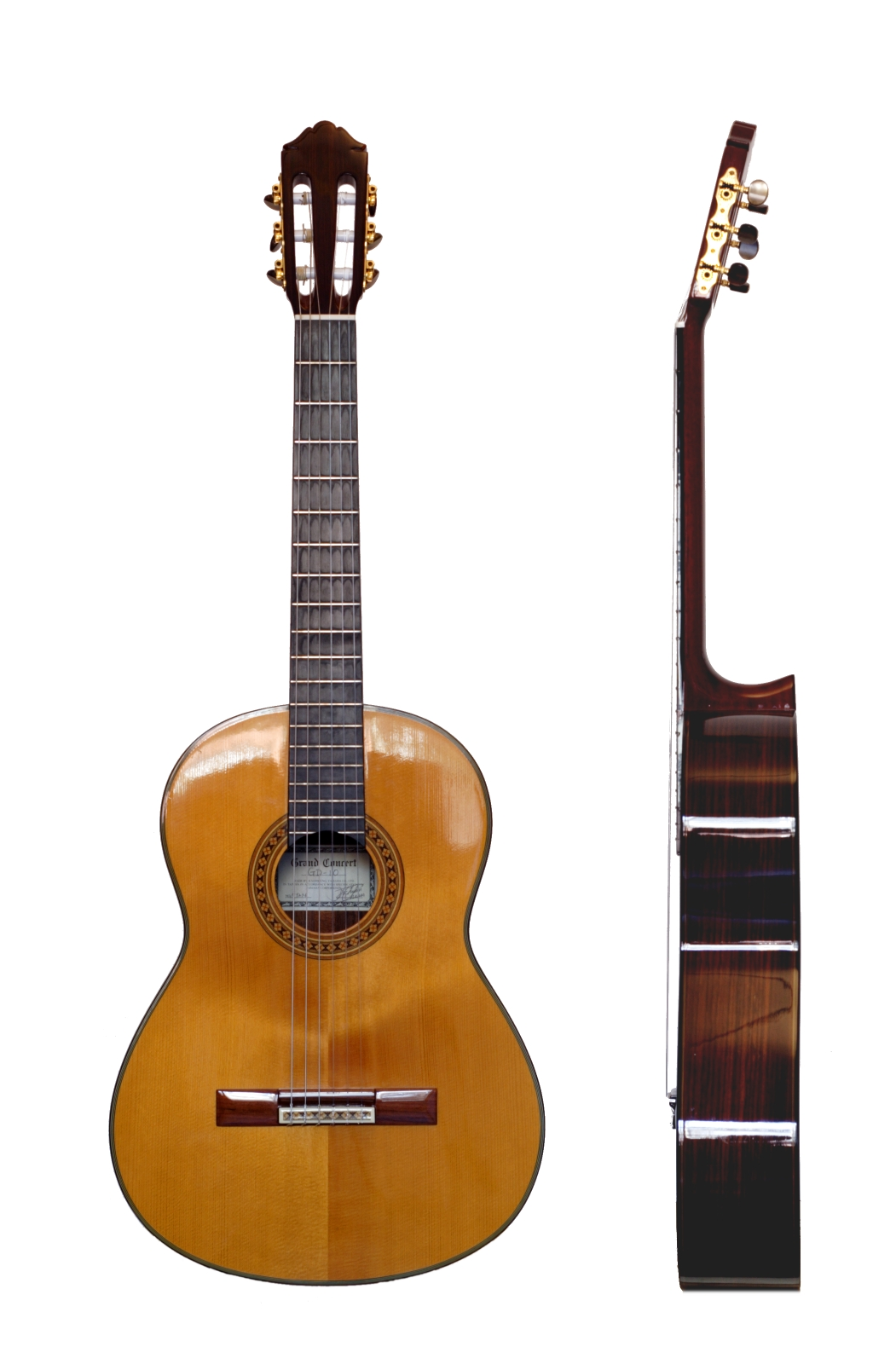
Une guitare classique, la rosace est après la touche.
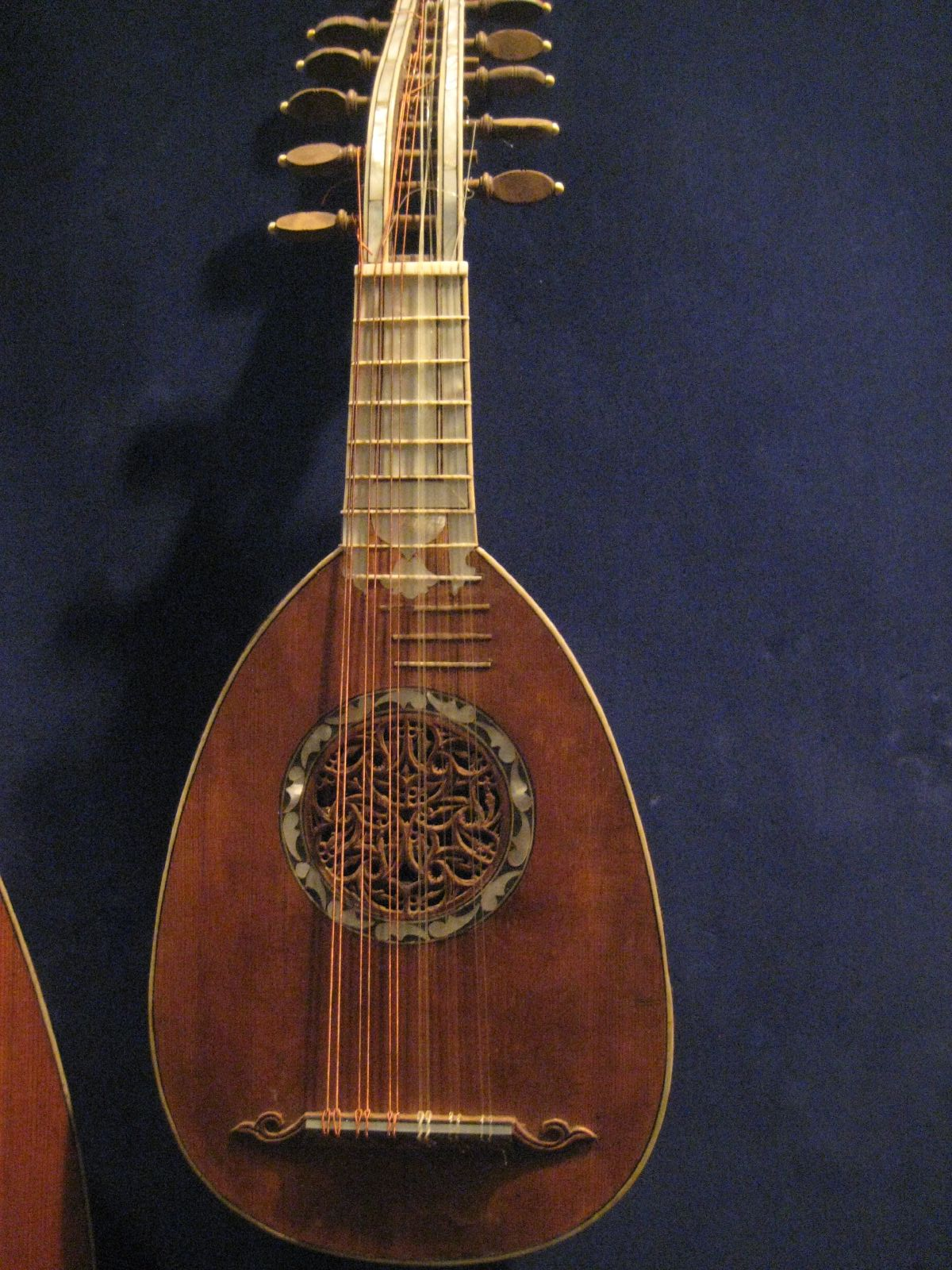
Une mandoline milanaise.
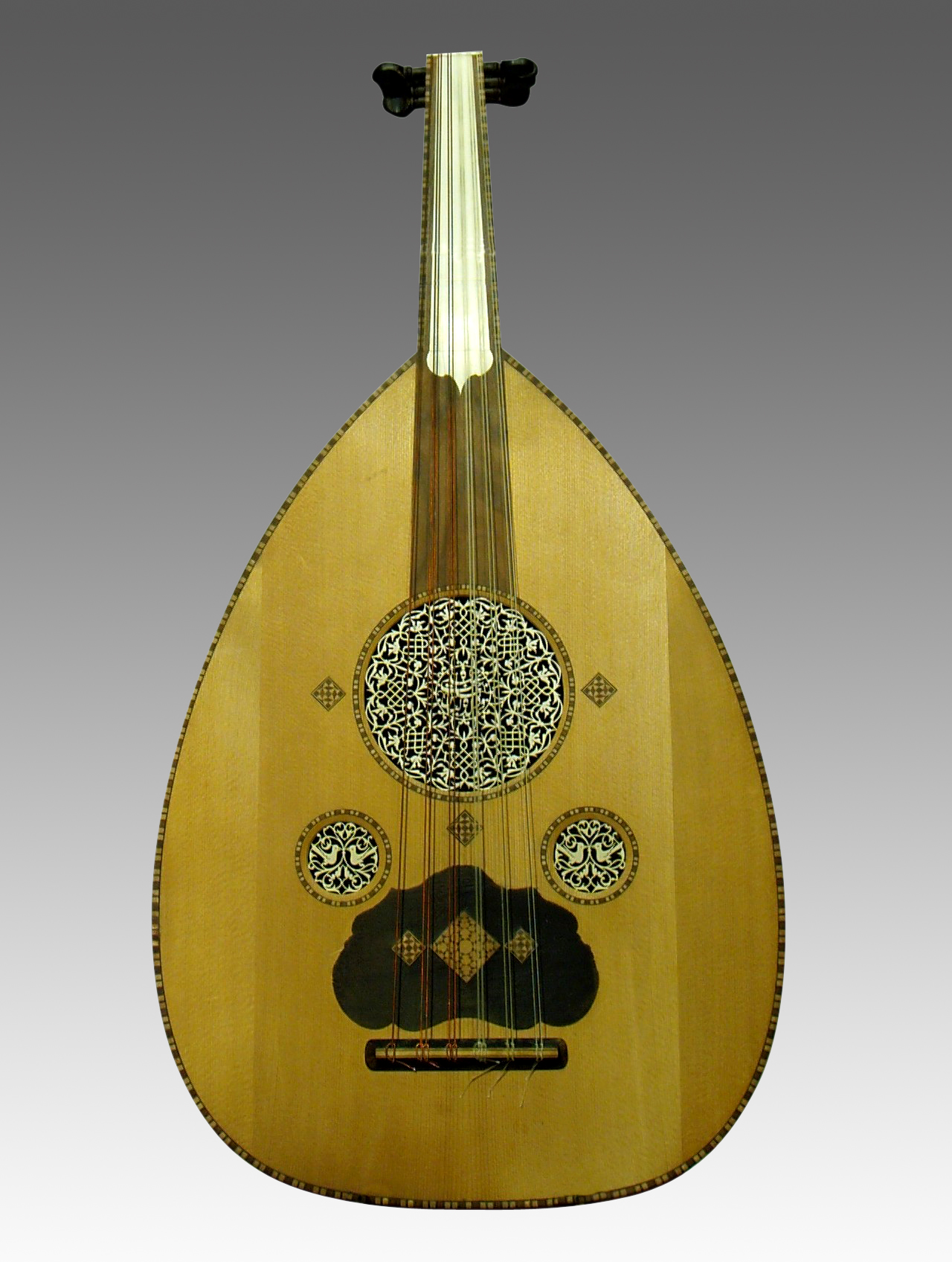
Oud, avec une ouïe centrale et deux ouïes secondaires.
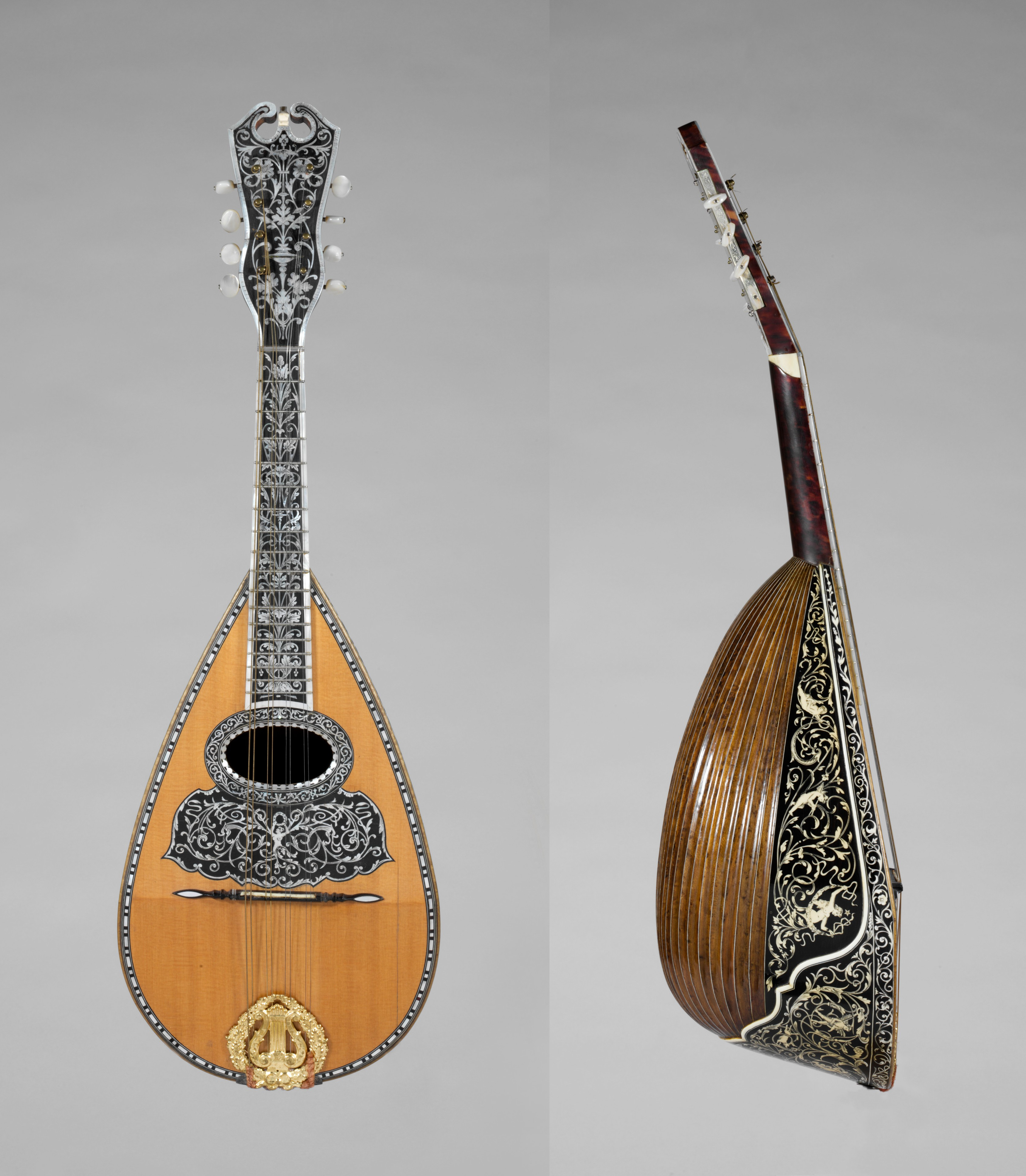
Une mandoline napolitaine.
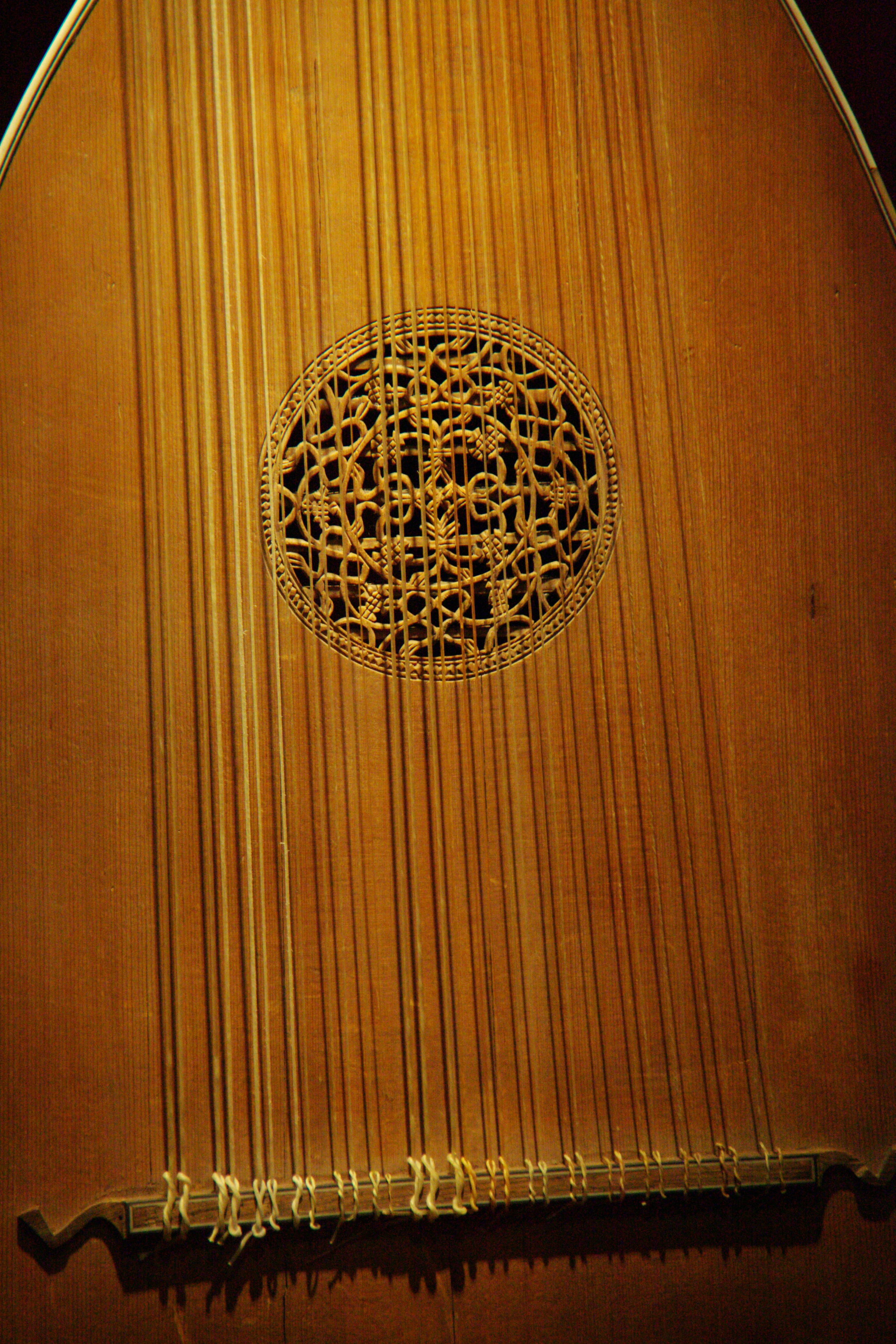
La rosace d'un archiluth, sculptée dans le bois de la table.

- La table est parfois percée de plusieurs petits trous, ou peut ne pas comporter d'ouïes (comme sur une grande partie des instruments orientaux).

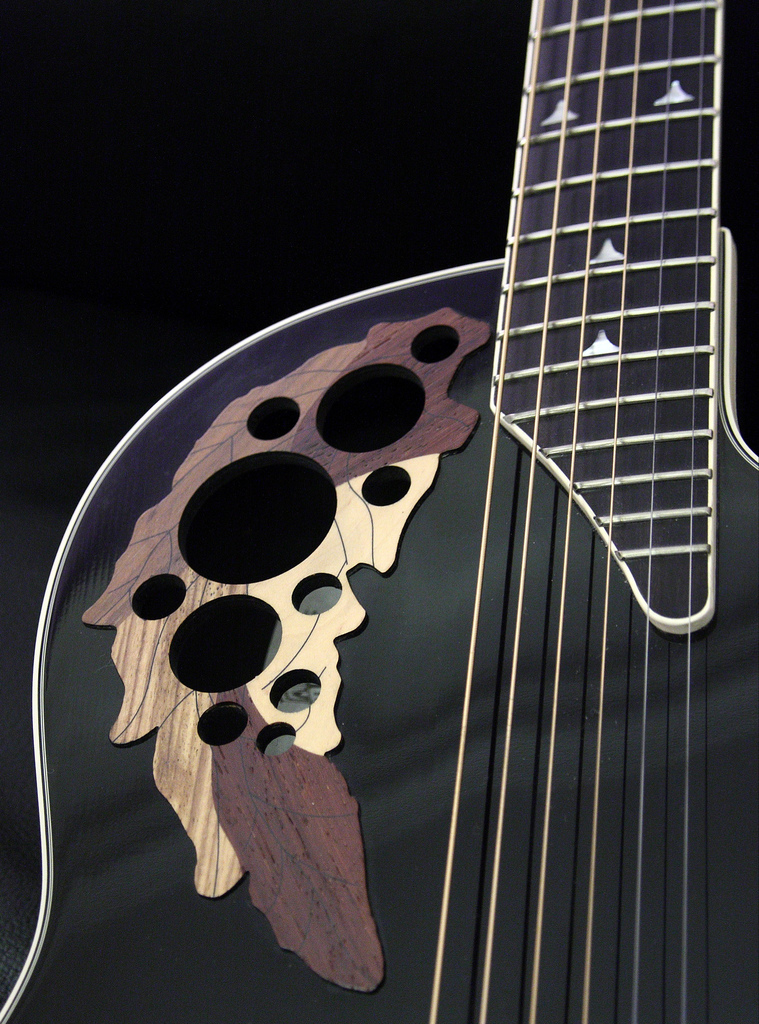
Guitare ovation.
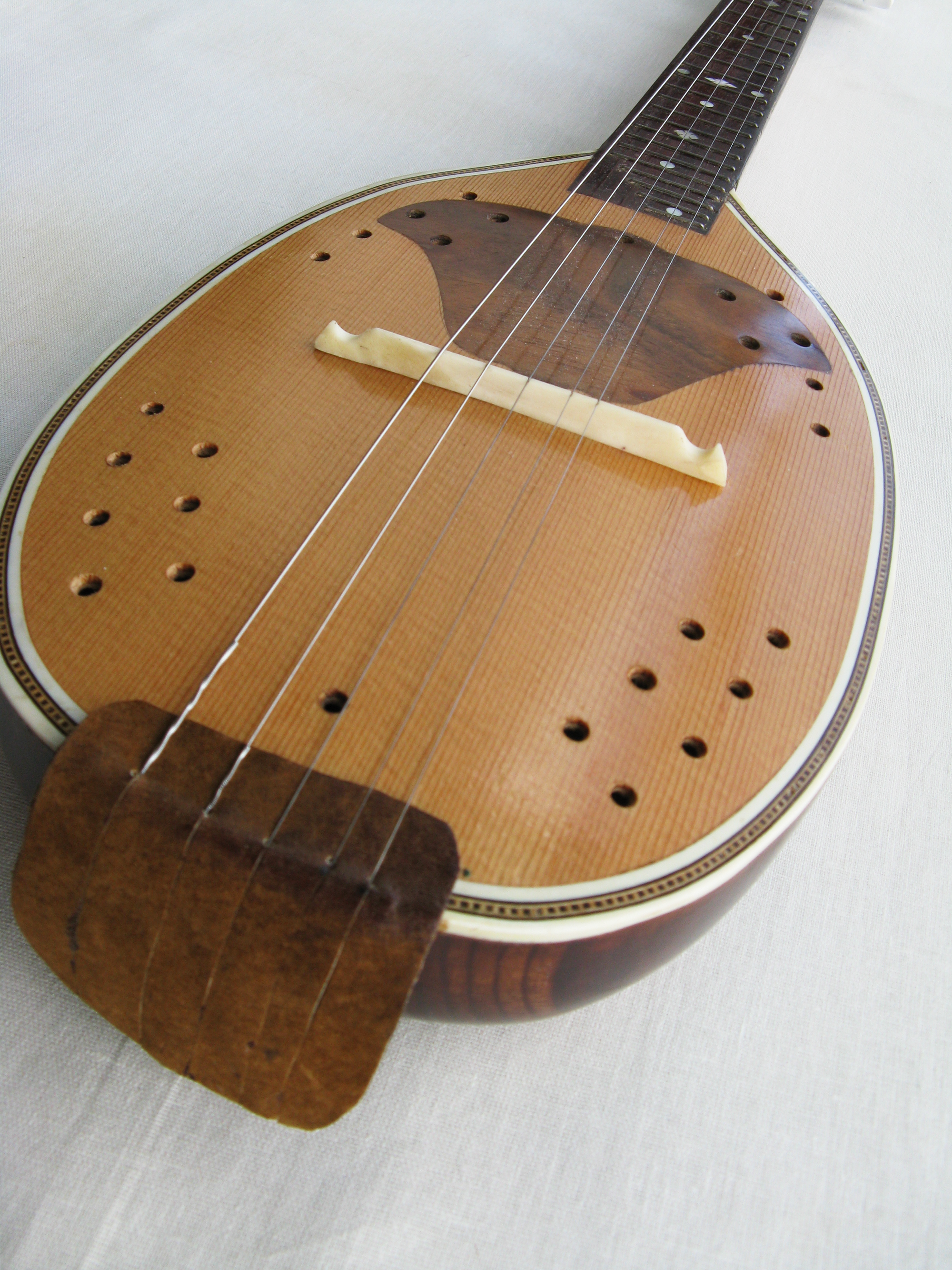
Tambura prim.